# ARES (arkitekter)
ARES var en arkitektgrupp i Göteborg bestående av Arvid Bjerke, Ragnar Ossian Swensson, Ernst Torulf och Sigfrid Ericson. Gruppen erhöll uppdraget att utforma Konstmuseet i Göteborg (1923) och Jubileumsutställningen i Göteborg 1923.